# ベントレー・コーニッシュ

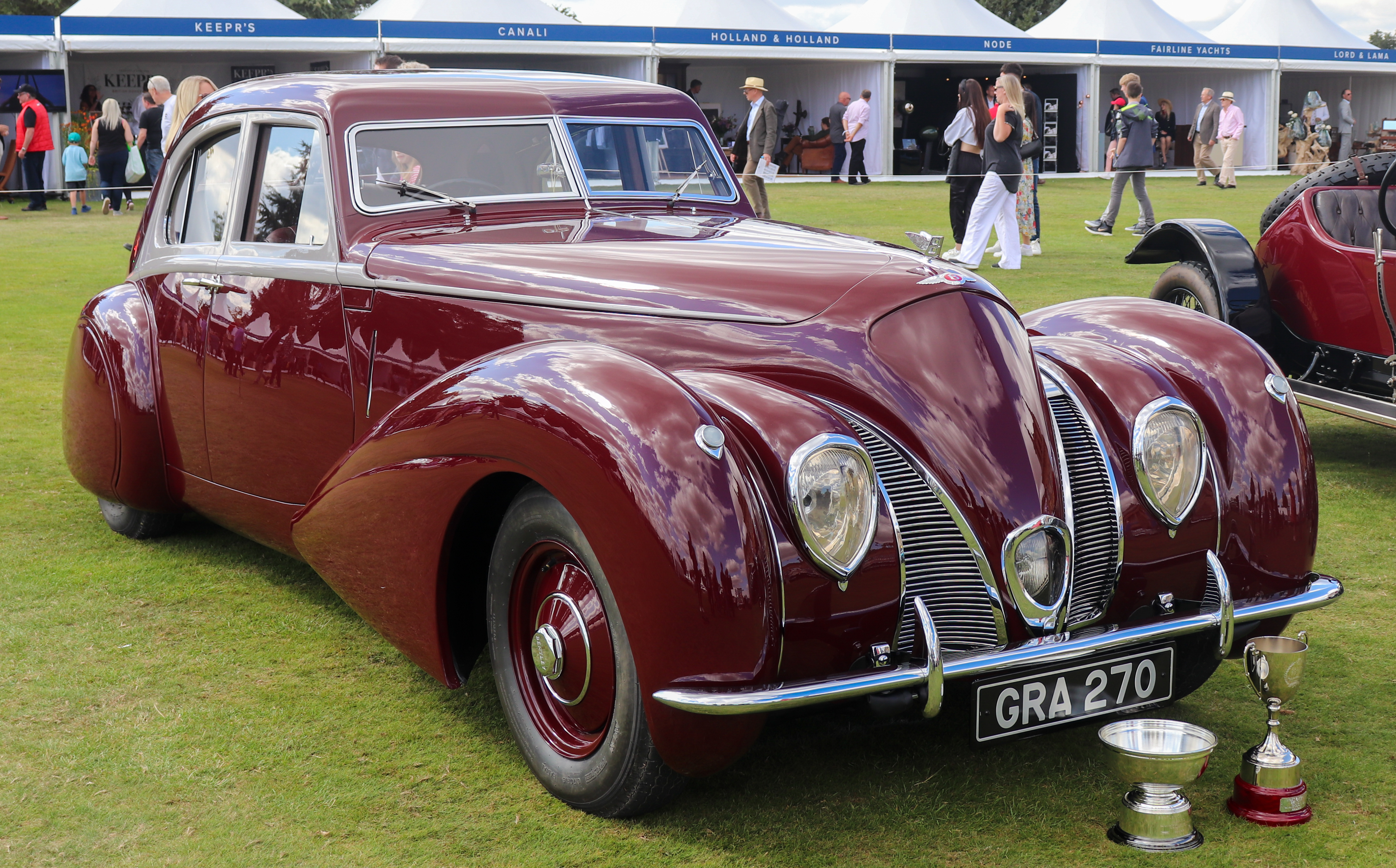

コーニッシュ（Corniche ）はベントレーの乗用車の名称である。名称の由来はフランス南部の避暑地、コート・ダジュールにある道路。

## オリジナルのコーニッシュ
コーニッシュと名付けられた最初の車は1939年にパリのコーチビルダーであるヴァン・ヴォーレンによるベントレー・マークVをベースにして圧縮比向上、キャブレター大口径化等で性能向上を図った試作車である。最高速度はマークVの156km/hから193km/hに引き上げられ圧倒的な高性能となったが、第二次世界大戦の開始のため生産されることはなかった。1941年までに4台のシャシが完成し、ボディは1台だけが架装された。この唯一の完成個体はヨーロッパ大陸で24,000kmにおよぶ耐久テストを行なった後イギリスへ出荷される予定であったが、ディエップ港で爆撃により爆破され、もしくはダンケルクで空爆を受け沈んだ。

## 1970年代から1980年代の生産車

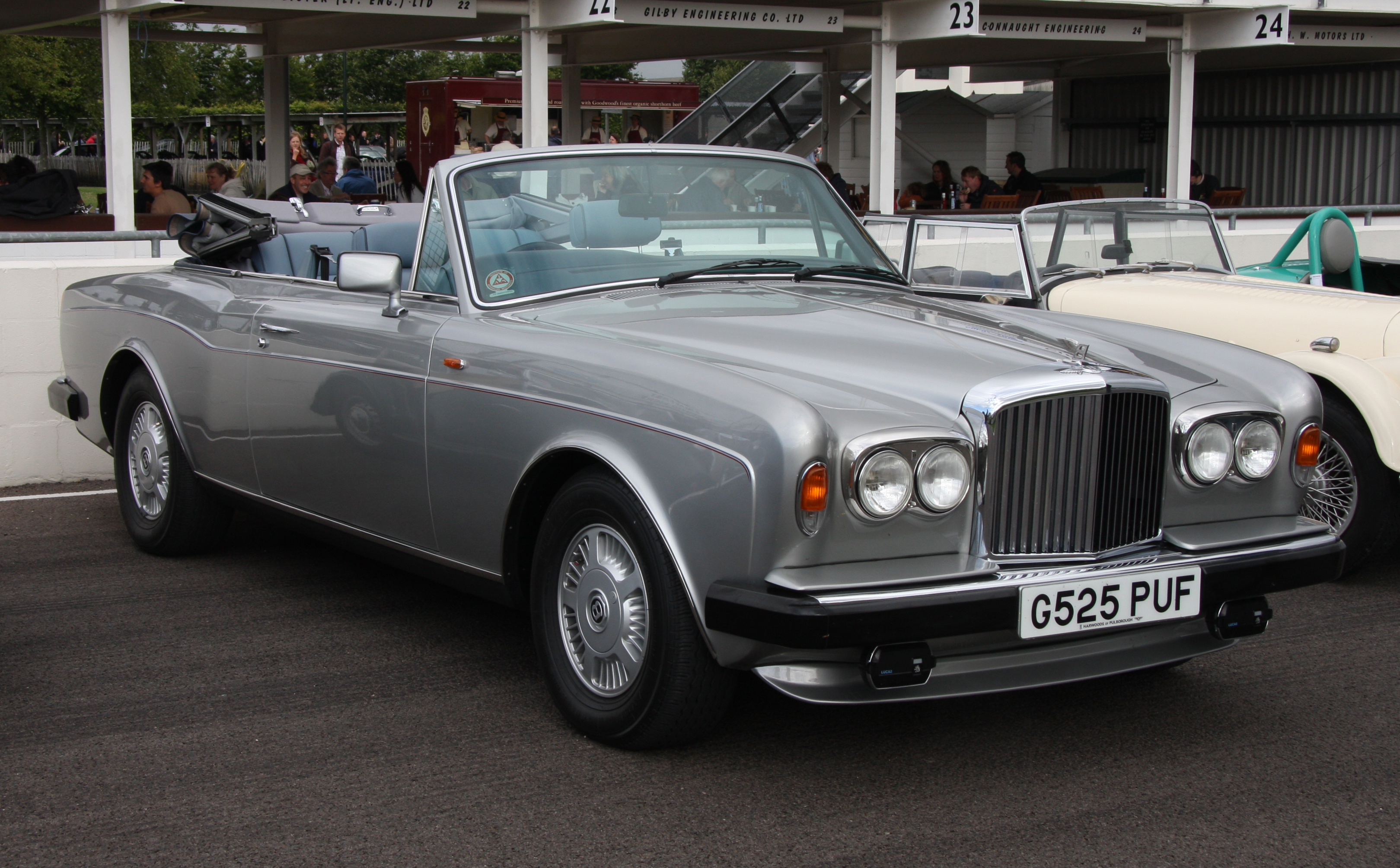
ベントレー・コンチネンタル（1989年または1990年式）

ベントレー・T1の2ドアサルーンとコンバーチブルが1971年3月からカムのプロファイルを変更、アメリカ基準の排気浄化装置を取り外して10％程出力を上げ、内装もより高級にしてコーニッシュの名称で発売された。この時ロールス・ロイスブランドでも同時にロールス・ロイス・コーニッシュとして発売されている。最高速度は192km/hを超えた。前輪ブレーキはベンチレーテッドディスク化され、この措置は間もなくロールス・ロイス・シルヴァーシャドウ/ベントレー・Tシリーズ全部に及んだ。タコメーターを備え、ステアリングホイールも15in=約38cmのウッドリムに変更されている等全体的にオーナードライバーによるスポーツカー的な味付けがしてある。
クーペは1982年に販売終了し、コンバーチブルのみとなった。1984年コンチネンタルに改名された。
生産台数はクーペ63台、コンバーチブル77台、計140台である。